# La Aventura (película de 1974)
La Aventura (Al-Mughamara (en árabe: المغامرة‎) es una película siria, producida por The General Establishment of Cinema, Siria; dirigida por el director Muhammad Shahin, en 1974, y 100 min de duración.

## Guion
Esta película historia un intento de dar algunas interpretaciones contemporáneas, contando sobre la lucha por el poder entre el visir y el califato. El visir intenta buscar ayuda de ejércitos extranjeros para ayudarlo a usurpar el poder. Un guardia aprovecha la oportunidad y entrega su cabeza al visir para escribir un mensaje de ayuda a los enemigos. El guardia comienza su aventura soñando con riqueza y hermosas esclavas. Pero descubre demasiado tarde que el visir le había pedido al enemigo que cortara la cabeza del mensajero. Entonces, la aventura termina con la muerte.